# 莫如爵
莫如爵（1506年—1569年），字子脩，龍驤衛軍籍廣東廣州府新會縣人（也有地方誌記載是廣東肇慶府恩平縣人）；明朝政治人物。

## 生平
嘉靖十年（1531年）辛卯科順天府（今北京）鄉試第一百十八名舉人。嘉靖二十年（1541年）中式辛丑科會試第一百十三名，登第三甲第五十五名進士。授河南卢氏县知县，二十四年十二月选授南京云南道试监察御史，二十六年三月實授。葬恩平那西村侧大岗山。

## 家族
曾祖莫滿；赠武略将军；叔公莫英，京都粮储总督；祖父莫雄；父莫違仁，御前錦衣衛正千戶；母蘇氏。严侍下。弟如齒、如德、莫如善（贡士）、如士，进士、大理寺左丞。如學、如誠、如儉。